# Muhammad Bahtiar
Muhammad Bahtiar Ude là một cầu thủ bóng đá người Indonesia hiện tại thi đấu cho Mitra Kukar ở Liga 1 ở vị trí tiền vệ. Trước đó anh thi đấu cho Persiba Balikpapan.

## Sự nghiệp quốc tế
Năm 2007, anh đại diện cho U-23 Indonesia, ở Đại hội Thể thao Đông Nam Á 2007.